# Badmintonmeisterschaft von Hongkong 1993
Die Badmintonmeisterschaft von Hongkong des Jahres 1993 trug den vollständigen Namen Bank of China (Hong Kong) Hong Kong Annual Badminton Championships 1993 (chinesisch 1993 中銀香港全港羽毛球錦標賽).

## Sieger und Finalisten
| Disziplin    | Gold                        | Silber                 |
| ------------ | --------------------------- | ---------------------- |
| Herreneinzel | Wong Wai Lap                | Chan Kin Ngai          |
| Dameneinzel  | Wong Chun Fan               | Chan Oi Ni             |
| Herrendoppel | Chow Kin Man Chan Kin Ngai  | Tse Bun Ng Liang Hua   |
| Damendoppel  | Chung Hoi Yuk Wong Chun Fan | Tung Chau Man Ngan Fai |
| Mixed        | Chow Kin Man Chung Hoi Yuk  | Tse Bun Chan Oi Ni     |